# Warab
Pour la ville, voir Warab (ville).
Warab (en anglais : Warrap) est un État du Soudan du Sud, né du partage en 1994, du Bahr el-Ghazal, la région plus fertile du pays arrosé par la rivière homonyme qui traverse l'État.
Sa capitale est Kuajok.
Les autres villes importantes sont : Thiet, Tonj, Gogrial, Turalei et Marial Lou.

## Comtés
L'État est subdivisé en 6 Comtés :
- Comté de Gogrial East.
- Comté de Gogrial West.
- Comté de Tonj East.
- Comté de Tonj North.
- Comté de Tonj South.
- Comté de Twic.

## Religion
La religion principale dans l'État de Warrap était le christianisme (catholicisme, protestantisme et autres formes de christianisme). Une proportion non négligeable de la population pratiquait les religions traditionnelles africaines.